# Deniz Selek
Deniz Selek (* 1967 in Hannover) ist eine deutsch-türkische Schriftstellerin.

## Leben
Selek lebte in ihrer Kindheit in Istanbul. Sie studierte Germanistik, Pädagogik sowie Innenarchitektur und arbeitete vor ihrer ersten Veröffentlichung als Künstlerin, Texterin, Redakteurin und Illustratorin. Sie lebt mit ihrer Familie in Berlin.

## Werk
Ihre Erstlingsveröffentlichung Zimtküsse (2012) wurde auf der „Radio Bremen Kinder- und Jugendbuchliste Herbst 2012“ empfohlen, Kika und das ZDF-Morgenmagazin wiesen auf den Roman als „Buchtipp“ hin. Der Roman stand 2013 auf Platz 2 des deutsch-französischen Jugendbuchpreises und wurde vom Fachmagazin Bücher rezensiert, beim  LovelyBooks Leserpreis belegte er in der Sparte Kinder- und Jugendbuch den 32. Platz. 2013 las Selek auf der Lit.Cologne aus ihrem Buch.
Ab 2014 erschien mit Kismet eine neue dreibändige Jugendbuch-Reihe, um die Deutsch-Türkin Jannah und ihre chaotische deutsch-türkisch-afrikanische Patchworkfamilie. Darin verliebt sich Jannah in ihren Stiefbruder. 2015 erschien mit Aprikosensommer das fünfte Jugendbuch der Autorin, in dem sich die Heldin Eve auf die Suche nach ihrem unbekannten türkischen Vater macht. 2016 wurde mit Die Frauen vom Meer Selek's erster Roman für Erwachsene veröffentlicht, ein Mehrgenerationen-Roman über das Schicksal dreier Frauen. Der Roman Die Frauen vom Meer basiert auf wahren Begebenheiten und wurde 2017 für den Evangelischen Buchpreis und den Delia-Buchpreis vorgeschlagen.
Mit Die Farben im Spiegel (2017) erschien Seleks zweiter Roman für Erwachsene. Sie beschreibt darin die lebenslange Liebe zweier Menschen, deren Mütter Deutsche und deren Väter Türken sind.

## Publikationen
- Zimtküsse. S. Fischer Verlag, Frankfurt 2012, ISBN 978-3-596-85460-8.
- Kismet – Oliven bei Vollmond. S. Fischer Verlag, Frankfurt 2013, ISBN 978-3-596-81072-7.
- Kismet – Köfte in Flipflops. S. Fischer Verlag, Frankfurt 2014, ISBN 978-3-596-81168-7.
- Aprikosensommer. S. Fischer Verlag, Frankfurt 2015, ISBN 978-3-7335-0066-5.
- Kismet – Couscous mit Herzklopfen. S. Fischer Verlag, Frankfurt 2016, ISBN 978-3-596-81169-4.

- Die Frauen vom Meer. Droemer-Knaur Verlag, München 2016, ISBN 978-3-426-30615-4.
- Die Farben im Spiegel. Droemer-Knaur Verlag, München 2017, ISBN 978-3-426-30575-1.